# Demetrio Stratos
Efstràtios Dimitrìu, em grego, Ευστράτιος Δημητρίου, mais conhecido como Demetrio Stratos, (Alexandria, 22 de abril de 1945 – Nova Iorque, 13 de junho de 1979) foi um cantor, poli-instrumentista e pesquisador músical italiano.

## Biografia

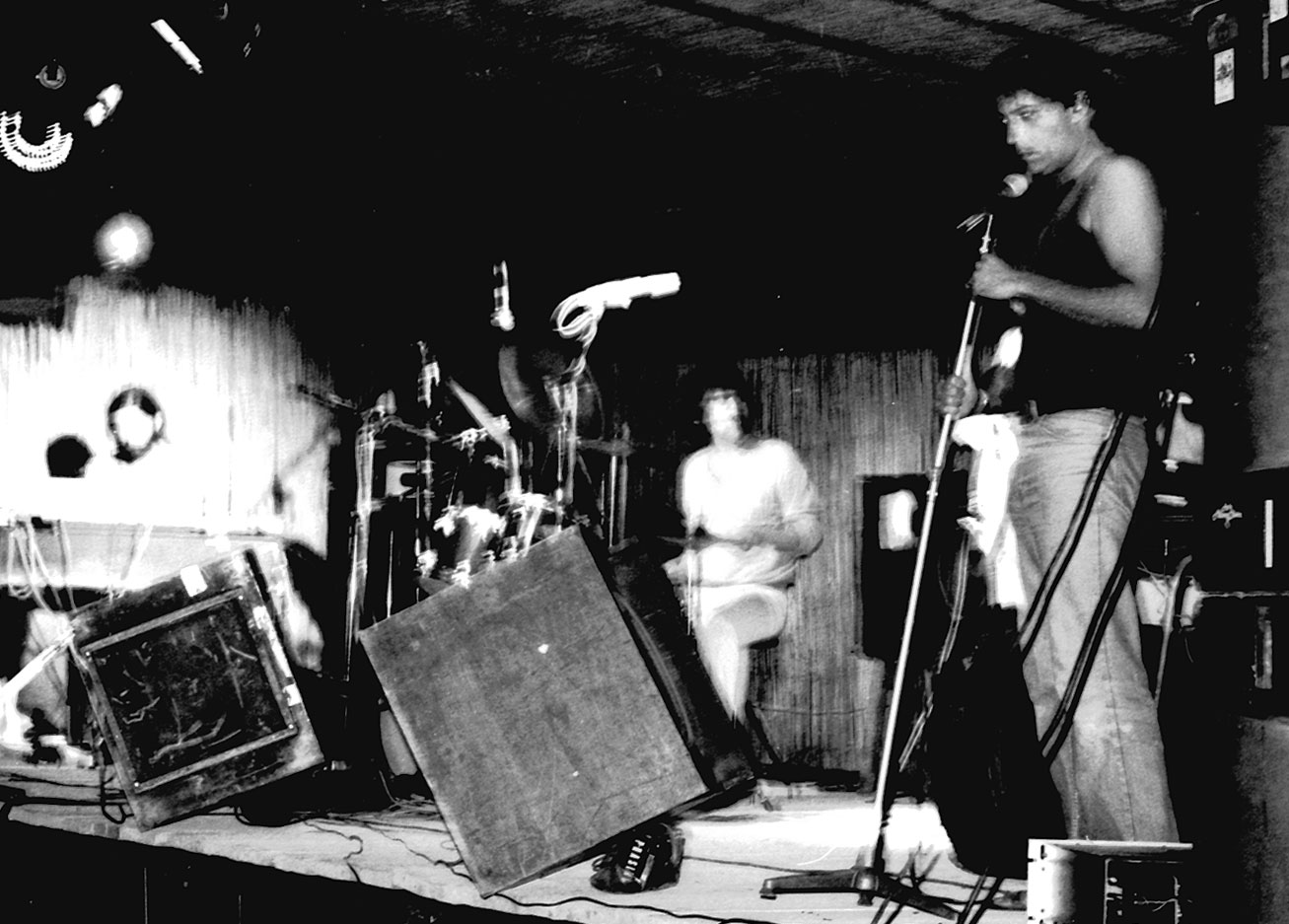
Foto tirada nos primeiros dias de agosto de 1978, no concerto no estádio de Castelmassa (RO), tendo Demetrio Stratos à frente do Area

Stratos nasceu em Alexandria filho de pais gregos. Viveu os primeiros treze anos de vida naquela que na época era uma cidade multi-étnica, estudando piano e fisarmônica no prestigioso Conservatório Nacional de Atenas. De origem familiar cristã-ortodoxa, desde cedo pôde assistir cerimônias acompanhadas por músicas religiosas bizantinas, além de ouvir música árabe tradicional.
Em 1956, o Egito teve uma reviravolta política. Nasser deu um golpe de estado e promulgou uma nova constituição de inspiração socialista com regime de partido único. A família de Demetrio o enviou, em 1957 para estudar em Chipre, no Colégio Católico de Terra Santa (Catholic College of the Holy Land), de Nicósia. Stratos obteve um passaporte cipriota.
Em 1967, com 17 anos, se transferiu para Milão, onde se inscreveu à Faculdade de Arquitetura do Politécnico. Na Itália assumiu definitivamente o nome de Demetrio Stratos, trocando o nome de batismo Eustratios pelo sobrenome Demetriou. No ano seguinte, formou na cidade um grupo musical estudantil de soul, blues e rhythm and blues, fazendo experiências em diversos estudos de gravação. Gravou variados 45 rotações de sucesso como Pugni chiusi, Chi mi aiuterà e Oh Darling!, além de um álbum.
Após uma experiência com o grupo I Ribelli, Stratos publica, em 1971, um 45 rotações para a gravadora Numero Uno, de Lucio Battisti, e funda, em 1972, o grupo Area, que se firmará na Itália e no exterior no rastro da fusão e do rock progressivo.
Em 1978, deixou o grupo para se dedicar exclusivamente à pesquisa vocal. Naquele ano cresce a sua fama internacional. Foi convidado por John Cage a uma série de concertos no Roundabout Theatre de Nova York. Foi naquele período que ocorreu "Event", com Merce Cunningham e Dance Company, com a direção artística de Jasper Johns, a musical de Cage e a colaboração de Andy Warhol no figurino.
Em 1979, com 34 anos, Stratos foi diagnosticado por uma gravíssima forma de anemia aplástica. O cantor tentou se curar no Memorial Hospital de Nova York. A notícia logo se difundiu em todos os ambientes musicais italianos. Foi organizado em Milão um concerto para recolher fundos que serviriam para lhe garantir o custoso tratamento, enquanto havia a espera por um transplante de medula óssea. Para o concerto, tocaram alguns amigos de longa data como os músicos da Premiata Forneria Marconi, mas as condições de Stratos se agravaram e o cantor morreu em 13 de junho do mesmo ano por conta de um colapso cardiocirculatório.
A sua morte comoveu todo o mundo do espetáculo e não só no ambiente da música experimental, que reconhecia no artista um expoente, mas também chamou a atenção de numerosos programas midiáticos que não eram sensíveis ao rock alternativo. Adriano Celentano propôs aderir ao concerto mas foi desaconselhado de participar. O espetáculo se tornou o primeiro de uma série de tributos, que desde então, ocorreram periodicamente para conservar a memória do grande artista, dando origem ao duplo álbum 1979 Il concerto - Omaggio a Demetrio Stratos, publicado pela etiqueta Cramps. Seus despojos estão conservados no cemitério do pequeno burgo de Scipione Castello, localidade da comunidade de Salsomaggiore Terme (PR), que desde 2000 organiza todos os anos um fim de semana de concertos dedicados ao artista. A Demetrio Stratos foi intitulado o auditório dos estúdios de Rádio Popular, em Milão.

## Os estudos sobre vocalidade e fonação
Demetrio Stratos cultivou uma importante experiência solista centrada em experimentações e pesquisas vocais, que produziram uma ampla e notável discografia. O seu estudo da voz como instrumento, que era inspirado em cantores da música negra americana como Leon Thomas, o levou no curso dos anos 1970 a alcançar resultados no limite da capacidade humana. Stratos foi capaz de atingir 7.000 Hz, quando um tenor normalmente alcança 523 Hz e um soprano 1046 Hz. Ele segurava notas por longos períodos de tempo, além de modulá-las e saltá-las de alto a baixo e vice-versa, com precisão milimétrica. Usando vários cantos harmônicos e outras técnicas estendidas, era capaz de realizar diplofonias, trifonias e quadrifonias, a capacidade de produzir dois, três e até quatro sons simultaneamente (multifônicos) usando apenas a voz humana como instrumento. O cantor fez pesquisas de etnomusicologia e extensão vocal em colaboração com o CNR de Pádua e estudou as modalidades canoras dos povos asiáticos. 
O professor Franco Ferrero, que conheceu Stratos no Centro de Estudos pela pesquisa da Fonética do CNR da Universidade de Pádua admitiu: Pelo que observei, a emissão das cordas vocais não vibravam. A frequência era muito elevada para uma voz humana (as cordas vocais não conseguem superar a frequência de 1000 a 1200 Hz). Apesar disso, Demetrio obtinha não um, mas dois apitos disarmônicos, um que caiu de 6000 Hz e outro que subiu de 3000. Não se podia supor, portanto, que um assovio tivesse um tom superior ao outro. Constatei também a emissão de três silvos simultâneos.
Além disso: "A pesquisa de Stratos traz muitas sugestões e pistas de algo ainda a ser estudado. Me limitaria sublinhar dois exemplos muito emocionantes e inovadores para o nosso tempo: A primazia do significante em relação ao significado e o valor ritual da voz em acesso à fonte do corpo." "A voz, sustenta Stratos, na música de hoje é um canal de transmissão que não transmite mais nada" e ainda: "A hipertrofia vocal ocidental fez o vocalista moderno quase insensível a diferentes aspectos da vocalidade, isolando-o no gabinete de determinadas estruturas linguísticas."
Graças aos já notáveis dotes inatos, às técnicas adquiridas e aos estudos do CNR, Stratos conseguiu resultados que permanecem ainda inigualáveis. Em 1974, tomou parte de turnês e festivais na França, Portugal, Suiça e Cuba. Em Cuba recebeu o convite do Ministério da Cultura para que encontrasse com músicos da Mongólia. Seria uma participação em um debate sobre a vocalidade do Extremo Oriente. Stratos já estava imerso no fascinante mundo dos sons retomando e ampliando um vasto discurso sobre o significado da voz nas civilizações orientais e médio-orientais.

## Tributos
Muitos músicos lhe prestaram concertos ou composições. Entre os vários tributos se recordam:
A Premiata Forneria Marconi, grupo de rock progressivo italiano, no álbum, Suonare suonare publicado em 1980, que lhe dedicou a música Maestro della voce. 
Uma homenagem a Demetrio Stratos, de 1996 ocorreu em Alberone di Cento (FE) uma Rassegna di Musica Diversa , à qual participaram numerosas bandas underground italianas. 
O primeiro concurso nacional "Omaggio a Demetrio Stratos", idealizado e dirigido artisticamente pelo compositor Aldo Passarini, ocorre em 1995 sob iniciativa da comunidade de Tolentino (MC). As músicas são inéditas. O melhor texto das músicas no concurso vence o prêmio "Gianni Sassi".
Em 2005 e em 2007, ocorreu em Milão, o "Prêmio internacional Demetrio Stratos" pela pesquisa vocal e experimentação musical, promovido, entre outros, por Daniela Ronconi Demetriou, mulher de Stratos, e Patrizio Fariselli, pianista do Area. O prêmio para o melhor projeto emergente foi dado a Romina Daniele. 
Em 2009, com a direção de Luciano D'Onofrio e Monica Affatato, além do apoio de Daniela Ronconi Demetriou, foi realizado um documentário sobre a história e a carreira de Demetrio Stratos, com o título "La voce Stratos". Inclui mais de trinta entrevistas e colaborações, músicos, artistas e especialistas além de fotos e filmagens, inéditas e de repertório.